# Heidi Schaffrath
Heidi Schaffrath (* 1941) ist eine deutsche Schauspielerin, Synchronsprecherin und Hörspielsprecherin.

## Biografie
Heidi Schaffrath hatte in den 1970er-Jahren Engagements am Ernst-Deutsch-Theater sowie am Altonaer Theater in Hamburg und wirkte in mehreren Spielfilmen mit. Im Fernsehen war sie in dieser Zeit u. a. in den Serien Polizeifunk ruft, Sonderdezernat K1, Kümo Henriette und Hamburg Transit zu sehen.
Seit 1973 ist sie außerdem als Synchronsprecherin tätig, so sprach sie etwa Karen Grassle (als Caroline Ingalls) in der Serie Unsere kleine Farm, Elly Varrenti (als Irini) in der Serie Heartbreak High und Clara aus der Serie  Heidi.
Seit Anfang der 1980er-Jahre verlagerte sie ihren beruflichen Schwerpunkt verstärkt auf die Sprechertätigkeit. So sprach sie in vielen Hörspiel-Produktionen vor allem für die Label Europa und Maritim. Sie ist außerdem in vielen Werbespots zu hören.

## Filmografie (Auswahl)
- 1968: Layout
- 1968: Polizeifunk ruft – Auf eigene Rechnung
- 1969: Kim Philby war der dritte Mann
- 1970: Der Portland-Ring
- 1972: Sonderdezernat K1 – Vorsicht Schutzengel
- 1972: Hamburg Transit – Rückflug in den Tod
- 1972: Im Auftrag von Madame – Der verschwundene Staatsbesuch
- 1973: Die geheimen Papiere des Pentagon
- 1975: Der letzte Schrei
- 1976: Halt die Luft an alter Gauner – Der Stockfisch und das Stinktier
- 1977: Die Gänsemagd
- 1977: Gruppenbild mit Dame

## Hörspiele (Auswahl)
- 1976: Hanni und Nanni (Folge 11)
- 1978: Sindbad der Seefahrer -Maritim- (Folgen 2 und 6)
- 1979: Geschichten aus Fabuland
- 1979–2003: Ein Fall für TKKG (Folgen 2, 45, 126 und 135)
- 1981–1983: Flash Gordon (alle 10 Folgen)
- 1980–2023: Die drei Fragezeichen (Folgen 15, 17, 21, 36, 98, 111, 158, 175,198, 202 und 221)
- 1981: Europa-Gruselserie (Folgen 7 und 10)
- 1983–2003: Larry Brent (Folgen 9, 10, 11, 14, 15, 18 und 19)
- 1984–1988: Flitze Feuerzahn (Folgen 16, 26, 29 und Schöne Osterüberraschung)
- 1986: She Ra – Princess of Power (Folgen 1, 4, 5, 6, 7 und 10)
- 2001: Fünf Freunde (Folge 40)
- seit 2021: Die 3 Senioren (als Doreen Manheim)